# Zasavska statisztikai régió
Zasavska Szlovénia 12 statisztikai régiójának egyike. Területe 264 km², lakosságának száma 45 547 volt 2005-ben. A legnagyobb városa Trbovlje. A Száva folyótól északra helyezkedik el.
Az ország területileg legkisebb régiója, de népsűrűség szerint a második helyen áll. A fő gazdasági ág a bányászat. Trbovljeben található Európa legmagasabb kéménye. Az ország összes régiói közül leggyorsabban csökken a lakosság száma, főleg a magas munkanélküliség miatt.
A régió területén négy község (szlovénül občina) van: Hrastnik, Litija, Trbovlje és Zagorje ob Savi község.

## Gazdaság
Foglalkoztatási ágak: 45,2% szolgáltatások, 52% ipar, 2,8% mezőgazdaság.

## Turizmus
- A Szlovéniát látogatóknak csak 0,2% jön el ebbe a régióba.